# Omero Antonutti
Omero Antonutti (Basiliano, Friuli, 3 d'agost de 1935 - Udine, 5 de novembre de 2019) va ser un actor i doblador italià.
L'actuació més notable d'Antonutti ha estat al film Padre padrone dels germans Taviani. Regularment fa el doblatge de pel·lícules estrangeres a l'italià, i ha sigut l'actor de doblatge de molts films de Christopher Lee. A Espanya, ha treballat amb Víctor Erice a El Sur, i amb Carlos Saura a El Dorado. També va fer el paper de Noè a Gènesis: The Creation and the Flood.
Ha sigut actor de doblatge de Christopher Lee en pel·lícules com Tale of the Mummy, Sleepy Hollow, El Senyor dels Anells: Les dues torres, El Senyor dels Anells: El retorn del rei, Star Wars Episodi III: La venjança dels Sith, Season of the Witch, Ombres tenebroses, i El Hobbit: Un Viatge Inesperat.

## Filmografia

### Pel·lícules
- Pleasant Nights (1966)
- Processo per direttissima (1974)
- The Sunday Woman (1975)
- Padre padrone (1977)
- Alexander the Great (1980)
- La notte di San Lorenzo (1982)
- Grog (1982)
- El sur (1983)
- Quartetto Basileus (1983)
- Kaos (1984)
- Good Morning, Babilònia (Good Morning, Babylon) (1987)
- El Dorado (1988)
- The Witches' Sabbath (1988)
- Bankomatt (1989)
- Una storia semplice (1991)
- The Fencing Master (1992)
- Farinelli (1994)
- Un eroe borghese (1995)
- The Border (1996)
- Tierra del fuego (2000)
- The Bankers of God: The Calvi Affair (2002)
- Napoleon and Me (2006)
- La noia del llac (2007)
- Miracle at St. Anna (2008)
- Piazza Fontana: The Italian Conspiracy (2012)

### Televisió
- The Life of Verdi (1982)
- Genesis: The Creation and the Flood (1994)
- Il Pirata: Marco Pantani (2007)